# Апсала (город, Миннесота)
Апсала (англ. Upsala) — город в округе Моррисон, штат Миннесота, США. На площади 8,4 км² (8,4 км² — суша, водоёмов нет), согласно переписи 2002 года, проживают 424 человека. Плотность населения составляет 50,4 чел./км².
- Телефонный код города — 320
- Почтовый индекс — 56384
- FIPS-код города — 27-66334[1]
- GNIS-идентификатор — 0653575[2]